# Guiglia
Guiglia (emilián nyelven Gùia vagy Guéa) település Olaszországban, Emilia-Romagna régióban, Modena megyében. Lakosainak száma 4096 fő (2023. január 1.). Guiglia Valsamoggia, Pavullo nel Frignano, Zocca, Marano sul Panaro és Savignano sul Panaro községekkel határos.

## Népesség
A település lakossága az elmúlt években az alábbi módon változott:
| Lakosok száma | 3886 | 3910 | 4096 |
|               | 2017 | 2018 | 2023 |